# Macé

Macé este o comună în departamentul Orne, Franța. În 1 ianuarie 2022 avea o populație de 443 de locuitori.